# Ulamburiaix
Ulamburiaix o Ulamburiaš va ser fill de Burnaburiaix I, i rei del País de la Mar i després de Babilònia. Va governar a la primera meitat del segle xv aC.
Eagamil, rei del País de la Mar, un territori que anava des de la costa del golf Pèrsic fins a Der, va fer una expedició a Elam i els cassites, aliats dels elamites, van envair el seu domini. Burnaburiaix I, rei cassita de Babilònia, va vèncer Eagamil, al que va treure del tron i hi va posar a Ulamburiaix, que va portar el títol d'"Ixar Mat Tamtin" (rei de Sumer i del País de la Mar), segons consta en un objecte (un cap de maça) trobat a Babilònia.
A la mort de Kaixtiliaix III el seu germà, que era rei de Babilònia, el va succeir. A Ulamburiaix el va succeir seu nebot Agum III, fill de Kaixtiliaix III.